# 로베르 타셰로
로베르 타셰로(프랑스어: Robert Taschereau, 1896년 9월 10일 ~ 1970년 7월 26일)는 캐나다의 임시 총독이었다.
| 전임 조르주 바니에르 | 캐나다의 총독 (임시) 1967년 3월 5일 ~ 1967년 4월 17일 | 후임 롤랜드 미치너 |